# Ermakovita
L'ermakovita és un mineral de la classe dels òxids. Rep el nom de Nikolai P. Ermakov (Moscou, Rússia, 1 de maig de 1913 - 1993), professor de mineralogia i fundador del Museu de Ciències de la Terra de la Universitat Estatal de Moscou (Rússia).

## Característiques
L'ermakovita és un òxid de fórmula química (NH₄)(As₂O₃)₂Br. Va ser aprovada com a espècie vàlida per l'Associació Mineralògica Internacional l'any 2020, sent publicada en el mes d'octubre de 2022. Cristal·litza en el sistema hexagonal. És l'anàleg amb brom de la mauriziodiniïta.
L'exemplar que va servir per a determinar l'espècie, el que es coneix com a material tipus, es troba conservat a les col·leccions del Museu Mineralògic Fersmann, de l'Acadèmia de Ciències de Rússia, a Moscou (Rússia), amb el número de registre: 5525/1.

## Formació i jaciments
Va ser descoberta a Ravat Kishlak, dins el districte d'Ayni (Província de Sughd, Tadjikistan), on es troba en forma de cristalls tabulars o prismàtics, hexagonals, de fins a 200 μm, sent aquest l'únic indret de tot el planeta on ha estat descrita aquesta espècie mineral.